# Antinoosz (Eupeithész fia)
Antinoosz, görög mitológiai alak, Eupeithész fia.
A trójai háború, illetve a bolyongásai miatt távol lévő Odüsszeusz házában élősködő száz kérő legerőszakosabbja. A kérők Odüsszeusz feleségét, Pénelopét akarták feleségül venni. A váratlanul és titokban hazatérő Odüsszeusz leszámolt a lebzselő kérőkkel, de először Antinoosz torkát lőtte át híres nyilával.